# 마리인
마리인(러시아어: Марийцы, 마리어: Марий)은 러시아의 마리옐 공화국 등에 거주하는 볼가핀계 민족이다. 인구는 대략 60만 명으로 일부는 바시코르토스탄 공화국과 타타르스탄 등에 거주한다.
마리인은 핀우고르어파 언어의 일종인 마리어를 사용하며, 마리어는 동부의 초원 마리어와 서부의 산지 마리어로 갈린다. 일부는 타타르족의 영향으로 타타르어를 구사하기도 한다. 현대에는 러시아의 영향으로 러시아어를 사용하는 인구가 많다.
중세에 몽골의 금장 칸국과 타타르의 카잔 칸국의 지배를 받다가 16세기 러시아의 이반 뇌제가 카잔을 정복한 이래로 러시아의 지배를 받게 되었다. 20세기 초 러시아 혁명 이후 소련 내에 마리 자치주를 거쳐 마리 소비에트 사회주의 자치 공화국이 수립되었다. 소련 시대 집중적인 러시아화 정책으로 마리어 대신 러시아어 교육이 이루어지고 민족 인구는 소련 곳곳으로 흩어졌다. 소련 붕괴 이후 해당 지역은 오늘날 마리-엘 공화국으로 이어진다.

## 같이 보기
- 마리어